# Ubon United
Ubon United (Thai: สโมสรฟุตบอลอุบล ยูไนเต็ด) ist ein thailändischer Fußballverein aus Ubon Ratchathani in der Provinz Ubon Ratchathani, der 2015 gegründet wurde. Der Verein wird 2020 nach dem Zwangsabstieg in der Thai League 4 spielen.

## Vereinsgeschichte
2015 gründete Professor Dr. Wirasak Jinarat, Leiter der Eastern University of Management and Technology (UMT), den Verein Ubon UMT United. Das erste Jahr spielte der Verein in der Regional League Division 2 Northeast Zone. Hier belegte man einen zweiten Platz. Im gleichen Jahr gewann er die Aufstiegsspiele zur zweiten Liga Thailands, der Thai League 2 und stieg auf. Nach einem Jahr in der Thai League 2 stieg man in die Thai League, der höchsten Fußballliga Thailands, auf. Nach zwei Jahren Erstklassigkeit musste man mit Ablauf der Saison 2018 den Weg in die Zweitklassigkeit antreten. Ende 2018 änderte der Verein den Namen in Ubon United FC. Nach einem 17. Tabellenplatz in der Zweiten Liga musste man nach Ende der Saison 2019 den Weg in die Drittklassigkeit antreten. Da man aber die erforderlichen Lizenzauflagen nicht erfüllte, stieg der Club in die Vierte Liga, der Thai League 4, ab.

## Stadion
Das neue UMT Stadium, nach dem Club benannt, wurde auf dem Gelände der Eastern University of Management and Technology (UMT) in Nai Mueang 2016 errichtet. Das Stadion wurde am 4. Februar 2017 eingeweiht. Der Eigentümer des 6.000 Zuschauer fassenden Stadions ist Ubon United. 

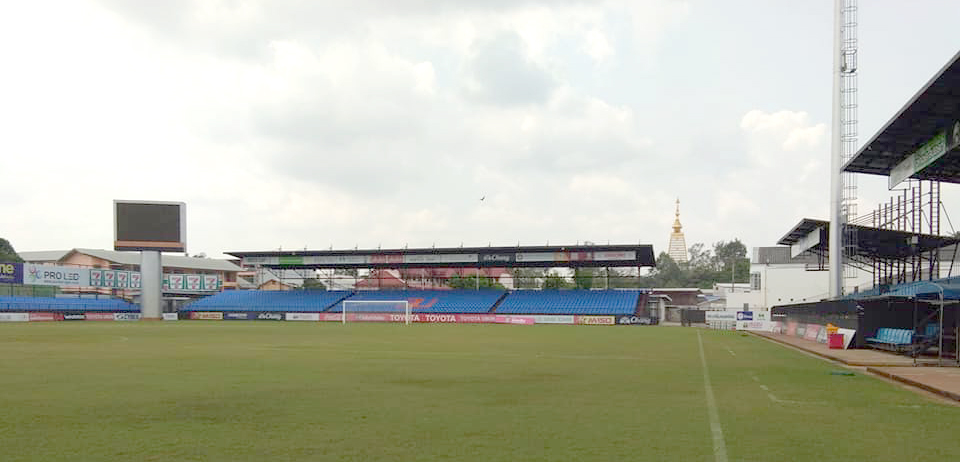
UMT Stadion – 2018

### Spielstätten
| Saison     | Stadion              | Standort                                                           | Kapazität | Eigentümer                    | Koordinaten                       |
| ---------- | -------------------- | ------------------------------------------------------------------ | --------- | ----------------------------- | --------------------------------- |
| 2015–2016  | Tung Burapha Stadium | Jaeramair Municipality, Ubon Ratchathani, Provinz Udon Ratchathani | 10.000    | Ubon Ratchathani Municipality | 15° 18′ 17,2″ N, 104° 47′ 2,1″ O  |
| 2017-heute | UMT Stadium          | Nai Mueang, Ubon Ratchathani, Provinz Udon Ratchathani             | 6000      | Ubon United                   | 15° 15′ 48,9″ N, 104° 50′ 34,7″ O |

## Vereinserfolge
- Thai Division 1

2016 – 2. Platz  ▲
- Regional League Division 2

2015 – Meister  ▲
- Regional League Division 2 - North/East

2015 - 2. Platz

## Spieler
Stand: 1. August 2019 (letzte offizielle Profimannschaft)
| Nr. |           | Position | Name                         |
| --- | --------- | -------- | ---------------------------- |
| 1   | Thailand  | TW       | Chukiat Chimwong             |
| 2   | Thailand  | AB       | Thaweesub Srilaow            |
| 3   | Brasilien | AB       | Rogério                      |
| 4   | Thailand  | MF       | Somyot Pongsuwan             |
| 6   | Thailand  | AB       | Wisarut Waingan              |
| 7   | Thailand  | MF       | Chatchai Nanthawichianrit    |
| 8   | Thailand  | MF       | Prasit Rathawattanachoknithi |
| 10  | Agypten   | ST       | Sayed Mohamed                |
| 11  | Thailand  | MF       | Aphichot Wekarun             |
| 14  | Thailand  | MF       | Anatasak Rachmasri           |
| 17  | Japan     | MF       | Renshi Yamaguchi             |
| 19  | Thailand  | AB       | Makawun Koedanan             |
| 20  | Thailand  | MF       | Patsatham La-ongnual         |
| 21  | Thailand  | MF       | Monthon Ponnork              |
| 23  | Thailand  | AB       | Jattuphon Sitthilor          |

| Nr. |           | Position | Name                        |
| --- | --------- | -------- | --------------------------- |
| 25  | Brasilien | MF       | Diego Lima                  |
| 27  | Thailand  | AB       | Jakkapong Suabsamut         |
| 29  | Thailand  | MF       | Narakorn Khana              |
| 30  | Thailand  | TW       | Prapat Yoskrai              |
| 33  | Thailand  | AB       | Krittidech Songbundit       |
| 35  | Thailand  | AB       | Panupong Kingsang           |
| 40  | Thailand  | MF       | Tanpisit Kukalamo           |
| 41  | Thailand  | ST       | Ratthakorn Thongkae         |
| 44  | Thailand  | TW       | Sittipoom Rupsuay           |
| 57  | Thailand  | MF       | Nihafil Hayi-arsan          |
| 70  | Thailand  | ST       | Panupong Intachumphu        |
| 76  | Thailand  | AB       | Phitakpong Chaiyapho        |
| 78  | Thailand  | TW       | Witthaya Thongkham          |
| 91  | Thailand  | AB       | Todsaporn Tengratanaprasert |
| 95  | Thailand  | AB       | Kongphop Luadsong           |

## Ehemalige Spieler
| - Victor Mattos Cardozo - Kenta Yamazaki - Tiago Chulapa - Carlão - Phongpanot Nakayom - Alex Rafael - Pawee Tanthatemee - Supoj Wonghoi - Jetsadakorn Hemdaeng - Nukoolkit Krutyai - Adisak Sensom-eiad | - Chalermsak Aukkee - Nikom Somwang - Suree Sukha - Kritprom Boonsarn - Bajram Nebihi - Antonio Verzura - Nattawut Jaroenboot - Niranrit Jarernsuk - Adisak Klinkosoom - Nantawat Suankaew - Kansit Premthanakul | - Surat Sukha - Jornata Waresura - Mariano Berriex - Kornprom Jaroonpong - Jakkit Niyomsuk - Wuttichai Tathong - Peerapong Ruenin - Siroch Chatthong - Apiwat Pengprakon - Anukorn Sangrum - Pongpanot Naknayom | - Seiya Kojima - Brinner - Korrawit Tasa - Kabfah Boonmatoon - Mark Hartmann - Piyachart Tamaphan - Srđan Dimitrov - Rodrigo Paraná - Gionata Verzura - Chalermsuk Kaewsuktae - Rogério |

## Trainer
| Name                        | Zeit bei Ubon United | Zeit bei Ubon United |
| Name                        | von                  | bis                  |
| --------------------------- | -------------------- | -------------------- |
| Nopporn Eksatra             | Dezember 2014        | März 2015            |
| Jakarat Tonhongsa           | 24. März 2015        | 23. April 2015       |
| Scott Cooper                | 23. April 2015       | 30. November 2017    |
| Mixu Paatelainen            | 12. Januar 2018      | 22. April 2018       |
| Sugao Kambe                 | 23. April 2018       | 30. November 2018    |
| Eduardo Almeida             | 1. Dezember 2018     | 14. März 2019        |
| Thanaset Amornsinkittichote | 2019                 |                      |
| Suriyan Jamchen             | 2019                 |                      |
| Sirisak Yodyardthai         | 1. Juli 2019         | 30. November 2019    |

## Beste Torschützen seit 2015
| Saison | Name                                | Tore |
| ------ | ----------------------------------- | ---- |
| 2015   | Darryl Roberts                      | 28   |
| 2016   | Victor Mattos Cardozo               | 9    |
| 2017   | Bajram Nebihi                       | 12   |
| 2018   | Apiwat Pengprakon Somsak Musikaphan | 5    |
| 2019   | Sayed Mohamed                       | 6    |

## Saisonplatzierung
| Saison | Liga                                      | Liga  | Liga   | Liga | Liga | Liga | Liga  | Liga   | Liga     |
| Saison | Liga                                      | Level | Spiele | S    | U    | N    | Tore  | Punkte | Position |
| ------ | ----------------------------------------- | ----- | ------ | ---- | ---- | ---- | ----- | ------ | -------- |
| 2015   | Regional League Division 2 – North / East | 3     | 34     | 26   | 3    | 5    | 87:30 | 81     | 2.       |
| 2015   | Regional League Division 2 - CL           | 3     | 10     | 6    | 3    | 1    | 21:12 | 21     | 1. ▲     |
| 2016   | Thai Premier League Division 1            | 2     | 26     | 14   | 7    | 5    | 38:23 | 49     | 2. ▲     |
| 2017   | Thai League                               | 1     | 34     | 12   | 11   | 11   | 55:54 | 47     | 10.      |
| 2018   | Thai League                               | 1     | 34     | 6    | 8    | 20   | 39:58 | 26     | 17. ▼    |
| 2019   | Thai League 2                             | 2     | 34     | 8    | 6    | 20   | 31:56 | 30     | 17. ▼    |
| 2020   | Thai League 4 - North/East                | 4     |        |      |      |      |       |        |          |

## Ubon United B

### Saisonplatzierung
| Saison | Liga                       | Liga   | Liga | Liga | Liga | Liga  | Liga   | Liga     | Liga |
| Saison | Liga                       | Spiele | S    | U    | N    | Tore  | Punkte | Position |      |
| ------ | -------------------------- | ------ | ---- | ---- | ---- | ----- | ------ | -------- | ---- |
| 2018   | Thai League 4 - North/East | 26     | 1    | 5    | 20   | 24:81 | 8      | 14.      |      |

## Sponsoren
| Jahr | Ausrüster     | Trikotsponsor   |
| ---- | ------------- | --------------- |
| 2016 | Eigenmarke    | Ubon UMT United |
| 2017 | Eureka Sports | Ubon UMT United |
| 2018 | Eureka Sports | Ubon UMT United |
| 2019 | iAM           | Ubon United     |
| 2020 |               |                 |